# ایکس چل

گلیف و نشانه‌رمزی نام ایکس‌چل در کتاب باستانی مایایی که در درسدن آلمان نگهداری می‌شود.

ایکس چل ایزدبانوی مورد احترام زنان در تمدن مایا بود.ایکس چل مسئول حمایت از زنان و شفا دادن بیماران و باروری و زایش فرزندان بشمار می رفت.معنی نام این ایزد دقیقاً مشخص نیست اما در لهجه مایایی منطقه یوکاتان چل معنی رنگین کمان می‌دهد.همچنین گاهی ایکس چل را خدای ماه نیز دانسته‌اند.این ایزد جنگجو در برخی آثار ایزد نگهبان زمین نیز معرفی شده‌است.